# Geena Davis
Virginia Elizabeth "Geena" Davis (Wareham, Massachusetts, SAD, 21. siječnja 1956.) je američka glumica, dobitnica Oscara i Zlatnog globusa.

## Mlade godine
Geena Davis se rodila kao dijete inženjera Williama i pomoćne profesorice Lucille Davis. Kao malo dijete je bila fascinirana glazbom – svirala je na glasoviru, flauti i bubnjevima, te čak i na orguljama u lokalnoj crkvi u Warehamu. Upisala se na New England fakultet te je s 23 godine diplomirala glumu. Bila je neko vrijeme zamjenska studentica u gradu Sandvikenu u Švedskoj te je u to vrijeme tečno naučila govoriti švedski.

## Karijera
Nakon dolaska u New York Geena Davis se zaposlila kao model, gdje ju je primijetio redatelj Sydney Pollack te joj je dao prvu filmsku ulogu u komediji Tootsie 1982. Nakon toga je dobila uloge u neuspješnim televizijskim serijama "Buffalo Bill" i "Sara".
Proboj u karijeri ostvarila je ulogama u hororu Muha te u hit horor komediji Bubimir. Godine 1988. osvojila je Oscara za najbolju sporednu glumicu za ulogu u filmu Slučajni turist. Tri godine kasnije zaradila je nominaciju za Oscara za najbolju glavnu glumicu za film Thelma i Louise.
Davis je producirala i glumila glavnu ulogu u filmovima Otok boje krvi (1995.) i Dugi oproštaj (1996.), koje je režirao njen tadašnji suprug, Finac Renny Harlin.
Njen sitcom "The Geena Davis Show" iz 2000. nije dugo trajao. Godine 2004. je imala mali nastup u seriji "Will i Grace" kao Graceina sestra. Za seriju "Američka predsjednica" ("Commander in Chief"), u kojoj je nastupila kao prva predsjednica SAD-a, osvojila je 2006. godine Zlatni globus.
Bila je udata četiri puta. Njeni supruzi su bili Richard Emmolo, Jeff Goldblum, Renny Harlin te doktor Reza Jarrahy, s kojim je trenutačno u braku te s kojim ima troje djece, kćerku i dvoje sinova blizanaca.
Davis je članica Mense, a njezin je IQ 140.

## Izabrana filmografija
- 1982. - Tootsie
- 1985. - Fletch
- 1986. - Muha
- 1988. - Bubimir
- 1988. - Zemljanke su lake
- 1988. - Slučajni turist ; osvojen Oscar
- 1990. - Brza promjena
- 1991. - Thelma i Louise ; nominacija za Zlatni globus, Oscara i BAFTA-u
- 1992. - Junak
- 1994. - Angie
- 1995. - Bez riječi ; nominacija za Zlatni globus
- 1995. - Otok boje krvi
- 1999. - Stuart Mali

## Vanjske poveznice
- IMDb profil
- Notable Names Database